# Luc Guyau
Luc Guyau (21 de junio de 1948-Thorigny (Vendée))  es el actual Presidente Independiente del Consejo de la FAO (ICC).  Es licenciado técnico agrícola. Ha sido agricultor en su pueblo natal desde 1970 hasta 2010,  mediante una agrupación agrícola de   160 hectáreas en una explotación común. La producción es, principalmente, láctea. Preside el Consejo de la FAO.

## Responsabilidades
A escala local, Luc Guyau fue elegido presidenta del Centro Local de Jóvenes Agricultores (1975-1978) y Presidente de la Federación Local de Sindicatos Agrícolas FDSEA en Vendée (1984-1996).
A nivel nacional fue nombrado presidente del Centro Nacional de Jóvenes Agricultores CNJA (1982-1984), después  a su elección a la cabeza de la Federación Nacional de Cooperativas de Agricultores (Fédération nationale des syndicats d'exploitants agricoles (FNSEA) 1992 a 2001 y su elección a la Presidencia de la COPA (Comité des organisations professionnelles agricoles de la Unión Europea) de 1997 a 1999.
Fue presidente de la Cámara de Agricultura de la Vendée Cámara de Agricultura y fue vicepresidente de la Cámara Regional del Loira entre 1995 y 2010.
Luc Guyau fue Presidente de la Asamblea Permanente de la Cámara de Agricultura de 2001 a 2010. También es miembro de la FIPA y COPA (Federación Internacional de Productores Agrícolas).  Fue delegado de  la Comisión Especializada de Seguridad Alimentaria Mundial de la Organización de las Naciones Unidas para la Alimentación y la Agricultura, FAO.  De 2001 a 2011 fue Vicepresidente del Consejo Económico, Social y del Medioambiente (CESE) (Francia).
Es Vicepresidente del Consejo de Administración de  Institut des sciences et industries du vivant et de l'environnement.  También es miembro de la UMP.
En 2009, fue seleccionado por el gobierno francés para ser candidato a la Presidencia del Consejo de la  FAO.  Fue elegido en el marco de la Conferencia, el 24 de noviembre de 2009 y sucedió a Mohammed Saeid Noori-Naeini.   Dejó sus deberes nacionales y locales y fue sucedido por Guy Vasseur  como Presidente de la Asamblea Permanente de Cámaras de Agricultura.
El 2 de julio de 2011, fue reelegido como Presidente Independiente del Consejo de la FAO en la 37 ª Conferencia de la FAO.

## Opiniones políticas y compromisos sociales
Humanista comprometido, Luc Guyau es presidente fundador y honorario de la asociación TerrEthique Archivado el 21 de junio de 2021 en Wayback Machine., diseñado para educar al público sobre la agricultura, la alimentación y manejo de recursos naturales en torno a la pregunta: "¿Cómo comer mañana?".  En junio de 2011, se unió a la cuestión de la revisión del Programa europeo de ayuda a los más pobres, alertando a la población sobre la necesidad urgente de llegar a un acuerdo para asegurar la financiación europea a las asociaciones de ayuda alimentaria.   El 14 de noviembre de 2011, se alcanzó un acuerdo para proveer fondos para el PEAD para 2012 y 2013.
A finales de 2011, contribuyó a situar la cuestión de los vínculos urbano-rurales en el orden del día, cuestionando la validez y la sostenibilidad de las actuales tendencias de la urbanización teniendo en cuenta la iniciativa interdisciplinaria de la FAO "Alimentos para las ciudades", cuestionando la validez del proceso urbanización aplicando en la actualidad en todo el mundo.  En este contexto, condenó la dinámica de urbanización que llevan al "slumisation" (chabolismo) de las periferias urbanas y los conflictos de uso del suelo en todo el mundo.
Defiende el diseño e implementación de políticas amplias sobre la alimentación que tienen en cuenta la diversidad y complejidad de los vínculos entre las zonas urbanas y rurales desde un punto de vista de la alimentación y la agricultura que permita un desarrollo equilibrado de ambos espacios.

## Publicaciones
Sus puntos de vista sobre la agricultura, basados en un equilibrio entre las personas, los productos y territorios se han detallado en dos libros:
- Earth, landscapes and our food/”Tierra, los paisajes y nuestros alimentos”, Ediciones Cherche Midi, 1998.
- The agricultural challenge/El desafío agrícola, Ediciones Cherche Midi, 2000

También ha publicado:
- A Chamber of Agriculture, what for?/'La Cámara Agrícola,  para qué?', Ediciones Archipel, 2000